# 似线真锥螺
似线真锥螺（学名：Euconulus bifilaris）为拟阿勇蛞蝓科真锥螺属的动物，是中国的特有物种。分布于四川、湖北、长江流域一带等地，生活环境为陆地，多生活于山区树林里潮湿的灌木草丛中、树干落叶石块下、林区道旁潮湿而多苔藓、地衣的岩石上以及农田附近的草丛中亦可见。